# Porocystis toulicioides
Porocystis toulicioides är en kinesträdsväxtart som beskrevs av Ludwig Radlkofer. Porocystis toulicioides ingår i släktet Porocystis och familjen kinesträdsväxter. Inga underarter finns listade i Catalogue of Life.